# Marie Bol
Marie Julie Emma Bol (Batavia (Nederlands-Indië), 7 september 1864 - Nice, 30 november 1943) was een Nederlands mezzosopraan en alt.
Ze was dochter van de Britse Emma Bryson en Anne Jacobus Mathijs August Bol. Vader studeerde rechten aan de Universiteit van Utrecht, werd doctor in 1862 in rechten en was sinds januari 1864 advocaat en procureur bij het Hooggerechtshof in Nederlands-Indië. Hij overleed in Batavia op 27-jarige leeftijd toen Marie amper één jaar oud was. Voor zover bekend bleef ze zelf ongehuwd.
Ze kreeg haar opleiding aan het Haags Conservatorium en studeerde in 1895 vermoedelijk onder Arnold Spoel (hij was toen enig zangleraar aldaar) af.  Ze was vanaf 1896 rond de eeuwwisseling een redelijk bekend liederenzangeres in en om Den Haag. Ze kreeg later meer erkenning in lesgeven; ze gaf, beginnend onder de paraplu van diezelfde Spoel, langdurig les aan het Haags Conservatorium. Leerlingen van haar waren Jacoba Repelaer van Driel, Lia Fuldauer, Phine de Nocker, Mien Bouwmeester, Gusta Scheepmaker, Caro Kolb, Jetskea Delbeek  en Lisa Steelink.
In 1923 vertrok ze vermoedelijk vanwege een ernstige ziekte naar Montreux; het jaaroverzicht van het conservatorium over 1926 meldde onbepaald ziekteverlof. In 1929 kreeg ze eervol ontslag.  
Ze vestigde zich in Nice, maar vierde haar zeventigste verjaardag toch in Nederland.
In Den Haag was zij tevens in haar jeugd bekend als fanatiek tennisspeelster. Zo speelde ze in 1897 samen met E. Viruly tegen de veel bekendere op tennisgebied, de zusjes Betje van Anthonie van Aken. Bol en Viruly wonnen die nationale Lawn-Tennis-wedstrijd 